# Iasselda
La rivière Iasselda (en biélorusse et en russe : Ясельда) est un cours d'eau de Biélorussie et un affluent gauche de la Pripiat, dans le bassin hydrographique du Dniepr.

## Géographie
La Iasselda arrose la voblast de Brest, dans le sud-ouest de la Biélorussie. Longue de 250 km, elle draine un bassin de 7 790 km2.
La Iasselda est reliée à la Chtchara (bassin du Niemen) par le canal Oguinski, et à la Moukhavets (bassin du Bug occidental) par le canal Dniepr-Bug. La Iasselda se jette dans la Pripiat à une vingtaine de kilomètres à l'est de la ville de Pinsk.
Elle arrose la ville de Biaroza.

## Hydrologie
Elle est généralement gelée de la fin du mois de novembre à la fin du mois de mars. Son débit moyen est de 16 m3/s, mesuré à 53 km de son point de confluence avec la Pripiat. La rivière a un régime nival et des hautes eaux de mars à mai.